# Heinz Pannwitz

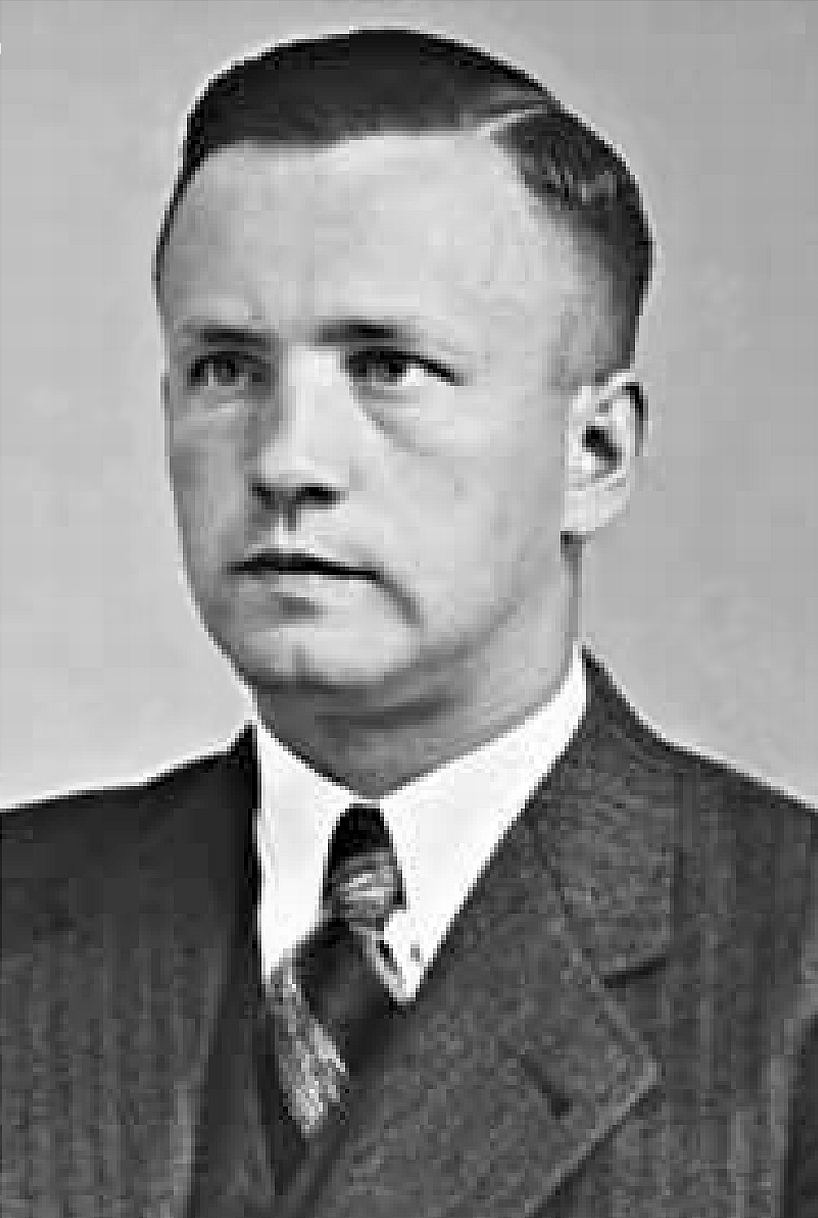
Heinz Pannwitz

Heinz Pannwitz (* 28. Juli 1911 in Berlin; † 8. August 1975 in Ludwigsburg) war ein deutscher Gestapobeamter und SS-Führer.

## Leben
Pannwitz gehörte der christlichen Pfadfinderschaft an. Nach dem Abschluss seiner Schullaufbahn war Pannwitz als Maschinenschlosser beschäftigt, wurde jedoch 1931 arbeitslos. Pannwitz erlangte danach auf dem zweiten Bildungsweg in Bielefeld die Hochschulreife. Danach begann Pannwitz das Studium der Theologie und Philosophie in Breslau und Berlin, das er 1935 abbrach. Nach Angaben des Spiegel-Redakteurs Heinz Höhne soll Pannwitz während der Zeit des Nationalsozialismus „Anhänger der Bekennenden Kirche“ gewesen sein.
Nach der Machtergreifung der Nationalsozialisten trat Pannwitz im August 1933 der SA und zum 1. Mai 1937 der NSDAP bei (Mitgliedsnummer 5.373.334). Bei der Wehrmacht leistete Pannwitz 1935 einen einjährigen Militärdienst ab und wurde im Rang eines Unteroffiziers aus der Wehrmacht entlassen.
Pannwitz bewarb sich danach erfolgreich beim Polizeipräsidium Berlin und trat 1936 in den Polizeidienst ein. Am 10. September 1938 wurde er Kriminalkommissar-Anwärter bei der Berliner Kriminalpolizei, wo er das Dezernat „Schwerer Einbruch“ leitete. Im gleichen Jahr wurde er von der SS übernommen (SS-Nummer 307.916). Schließlich erreichte er im November 1942 den Rang eines SS-Hauptsturmführers.

### Untersuchungen zum Attentat auf Heydrich
Nach der „Zerschlagung der Rest-Tschechei“ wurde Pannwitz im Juli 1939 zur Gestapo nach Prag versetzt. Ab 1940 leitete er dort das Referat II g (Attentate, illegaler Waffenbesitz und Sabotage). Nach dem Attentat auf den stellvertretenden Reichsprotektor in Böhmen und Mähren und SS-Obergruppenführer Reinhard Heydrich am 27. Mai 1942 in Prag leitete Pannwitz umgehend die Sonderkommission zur Aufklärung des Heydrich-Attentats. Dabei folterte er den Sohn der Familie Moravec, die die abgesetzten Fallschirmjäger unterstützt hatte, seelisch, indem er ihm den in Formalin eingelegten Kopf seiner Mutter zeigte. Vlastimil (Ata) Moravec gab daraufhin das Versteck der Attentäter preis. Pannwitz war der Verfasser des amtlichen Abschlussberichtes zum Heydrich-Attentat.  Der Bericht ging auch an Hitler. Im September 1942 wurde Pannwitz zum Kriminalrat befördert. Da Pannwitz eigenen Aussagen zufolge nach Abgabe des amtlichen Abschlussberichtes nicht bereit war, eine gestapokritische Passage aus dem Bericht zu entfernen, wurde er von „staatspolizeilicher“ Seite heftig kritisiert. Pannwitz ließ sich daraufhin im Herbst 1942 durch Bekannte im Amt Abwehr zur Wehrmacht einberufen und war mehrere Monate als Unteroffizier an der Ostfront eingesetzt. Im Frühjahr 1943 wurde Pannwitz zur Staatspolizeileitstelle Berlin abkommandiert, um sich dort mehrere Monate in das Themengebiet Rote Kapelle einzuarbeiten, mit dem Ziel, gegen Personen der Roten Kapelle zu ermitteln.

### Sonderkommission Rote Kapelle
Von August 1943 bis zum Frühjahr 1945 leitete Pannwitz als Nachfolger des schwerkranken Karl Giering das Sonderkommando Rote Kapelle in Paris zur Verfolgung und Kontrolle von Personen der „Roten Kapelle“. Die Gestapo konnte Agenten der Glawnoje Raswedywatelnoje Uprawlenije (GRU) in Frankreich, den Niederlanden und Belgien enttarnen und versuchte anschließend, diese unter ihre Kontrolle zu bringen. Zu diesem Zweck wurden die entdeckten Funkstationen für Funkspiele zur Desinformation der Moskauer Nachrichtenzentrale der GRU sowie zum Erhalt von Informationen über die Résistance genutzt, in Abstimmung mit dem Leiter der Gestapo im Reichssicherheitshauptamt (RSHA) Heinrich Müller. Nach Leopold Trepper, dem Grand Chef der „Roten Kapelle“, trug Pannwitz dann die persönliche Verantwortung für die Ermordung inhaftierter Mitglieder der Organisation kurz vor der Befreiung von Paris im Jahr 1944. Unter den Ermordeten war die Resistancekämpferin Suzanne Spaak.

### Verurteilung und Haft
Pannwitz begab sich mit dem im November 1942 in Marseille verhafteten und in das Funkspiel einbezogenen Offizier des sowjetischen Militär-Nachrichtendienstes GRU Anatoli Markowitsch Gurewitsch (Tarnname Kent) sowie zwei weiteren Personen Anfang Mai 1945 bei Bludenz im französisch besetzten Teil Österreichs in französischen Gewahrsam. Anschließend wurden die Gefangenen in die sowjetische Militärmission in Paris überstellt und am 7. Juni 1945 mit dem Flugzeug nach Moskau verbracht. Dort wurden sie durch den NKWD umgehend festgenommen, in der Lubjanka inhaftiert und verhört. Pannwitz wurde nach einem Prozess in der Sowjetunion 1946 zu zwanzig Jahren Gulag verurteilt und kehrte nach seiner Amnestie 1955 als Spätheimkehrer in die Bundesrepublik Deutschland zurück.
Nach seiner Rückkehr verfasste Pannwitz u. a. im Januar 1956 und im März 1959 zwei Schriften zum Heydrich-Attentat. Pannwitz lebte bis zu seinem Tod mit seiner Frau in Ludwigsburg, wo er als Handelsvertreter tätig war.

## Bericht
- Attentat auf den Stellvertretenden Reichsprotektor und Chef der Sicherheitspolizei und des SD SS-Obergruppenführer Reinhard Heydrich. Schlußbericht. 25. 9. 1942, in: Joachim Jahns: Anmerkungen zu Reinhard Heydrich : „Mein lieber Kamerad Heydrich“. Querfurt: Dingsda, 2021, S. 38–139
- Stanislav Berton: Pannwitzova zpráva o atentátu na Heydricha. Z německého orig. přel. a poznámkami dopl. Prag : Nakl. BVD, 2011
- Vojtěch Šustek: Atentát na Reinharda Heydricha a druhé stanné právo na území tzv. protektorátu Čechy a Morava : edice historických dokumentů. Band 1. Archiv Hlavního Města Prahy. Prag: Scriptorium, 2012